# 매켄지강
매켄지강(Mackenzie River, 프랑스어: Fleuve Mackenzie)은 캐나다 노스웨스트 준주의 그레이트슬레이브호에서 발원하여 북극해로 흘러드는 강이다. 길이 1,705km로 캐나다에서 첫 번째로, 북아메리카에서 두 번째로 길고, 유역 면적도 1.8백만km2로 캐나다에서 가장 넓다.

## 지리
매켄지강은 그레이트슬레이브호의 서쪽 끝에서 시작하여 대부분이 영구동토층 지대인 북서쪽으로 흘러서 북극해에 이르기 전에 주기적으로 습지를 이루는 삼각주를 형성한다. 캐나다 노스웨스트 준주의 오지에 위치한 하구 삼각주는 연중 7달 정도 눈과 얼음으로 뒤덮여 있는 변화무쌍한 극한의 땅이다. 보통 10월 중순부터 강 하류가 얼어 다음 해 6월 초순에 녹는데, 이로 인해 강이 흐르지 못하고 범람하여 습지를 이루게 된다. 매켄지강은 대부분의 구간에서 1.5~6.5km의 폭을 유지하고 경사가 가파른 하안을 따라 자갈이 퇴적되어 있다. 대부분의 운반물질은 그레이트슬레이브 호에서 침전되기 때문에 메킨지강이 시작되는 구간은 맑은 강물이 흐르다가 로키산맥 동쪽 사면으로 흐르면서 점토질 토사가 많은 리어드강과 합류한 지점부터 320km 구간까지는 양상이 달라진다. 강 중류를 지나면서 그레이트베어호에서 발원하는 그레이트베어강과 합류하고 하류에서는 로키산맥에서 흐르는 필강과 만난다.

## 동식물
매켄지 강 유역의 저지대에는 관목림과 늪지대, 초원이 섞여 있는 툰드라 지역으로 북미산 순록인 카리부들이 무리를 이루어 살아간다.